# Jerarrate (Armavir)
Jerarrate (em armênio: Ջրառատ; romaniz.: Jraṙat),[a] é uma aldeia do município de Valarsapate, da província de Armavir, na Armênia. De acordo com o censo de 2011, havia 2 981 habitantes.

## Geografia
Jerarrate está localizada a 8-9 quilômetros de Valarsapate, na margem direita do rio Metsamor, numa planície fértil entre vinhedos, árvores frutíferas e jardins. Subsiste de viticultura, fruticultura, cultivo de vegetais e pecuária. Em termos de infraestrutura, conta com uma fábrica de aves, uma escola secundária, um palácio da cultura, uma biblioteca, um departamento de comunicações, um centro comunitário, uma creche-jardim de infância, um cinema permanente e um posto médico.

## História
Jerarrate recebeu seu nome atual em 1946. Em 1831, 1897, 1926, 1939, 1959, 1970, 1979 e 1989, respectivamente, tinha 885, 1 193, 523, 535, 1 539, 2 527, 2 818 e 4 300 habitantes. Alguns dos ancestrais dos habitantes vieram do distrito (uezde) de Surmalu, da Gubernia de Erevã.